# Sögubrot af nokkrum fornkonungum
Sögubrot af nokkrum fornkonungum (Sagenfragment von einigen Königen der Vorzeit) (vollständiger Titel: Sögubrot af nokkrum fornkonungum í Dana ok Svía veldi, Saga-Bruchstück über einige Könige aus alter Zeit aus Dänemark und Schweden) ist ein Fragment einer Isländersaga aus dem 13. Jahrhundert.
Es beschreibt das Leben des legendarischen schwedischen Königs Ivar Vidfamne bis zu seinem Tod in Garðariki und seines Enkels Harald Hildetand.
In einem weiteren Fragmentteil wird die Schlacht von Bråvalla zwischen Sigurd Ring und Harald beschrieben.

## Text
- Original (altisländisch)
- Englische Übersetzung